# عزلة بلادالشعيبي السفلى (إب)

تعديل مصدري - تعديل

عزلة بلادالشعيبي السفلى هي إحدى عزل مديرية السبرة في محافظة إب اليمنية ويبلغ تعداد سكانها 6981 نسمة حسب التعداد السكاني في اليمن لعام 2004.

## روابط خارجية
- الجهاز المركزي للإحصاء بالجمهورية اليمنية
- المركز الوطني للمعلومات باليمن
- الدليل الشامل